# Lars Røttingsnes
Lars Røttingsnes (10 agosto 1993) è un giocatore di calcio a 5 e calciatore norvegese, pivot del KFUM Oslo e centrocampista del Nordstrand.

## Carriera
Røttingsnes è cresciuto nelle giovanili del KFUM Oslo. Ha esordito in prima squadra, in 2. divisjon, in data 20 aprile 2013: ha sostituito Eivind Sæther nella vittoria per 0-4 arrivata sul campo dello Skedsmo.
Ha giocato tre partite in quella stagione, per poi limitarsi a vestire soltanto la maglia della squadra riserve del club, militante nelle serie inferiori del campionato norvegese.
Dalla Futsal Eliteserie 2013-2014, Røttingsnes ha giocato per la sezione riservata al calcio a 5 del KFUM Oslo. Il 16 novembre 2016 è stato incluso tra i convocati del commissario tecnico Sergio Gargelli per l'imminente Nordic Futsal Cup. La Norvegia si è classificata al 4º posto finale.
Il 30 gennaio 2017 ha giocato la prima partita nelle qualificazioni all'UEFA Futsal Championship 2018, nella partita persa per 1-5 contro il Kosovo.
Il 15 novembre 2017 è stato convocato anche per la successiva edizione della Nordic Futsal Cup.

## Statistiche

### Presenze e reti nei club
Statistiche aggiornate al 17 novembre 2017.
| Stagione           | Club               | Campionato         | Campionato | Campionato | Coppe nazionali | Coppe nazionali | Coppe nazionali | Coppe continentali | Coppe continentali | Coppe continentali | Supercoppe | Supercoppe | Supercoppe | Totale | Totale |
| Stagione           | Club               | Comp               | Pres       | Reti       | Comp            | Pres            | Reti            | Comp               | Pres               | Reti               | Comp       | Pres       | Reti       | Pres   | Reti   |
| ------------------ | ------------------ | ------------------ | ---------- | ---------- | --------------- | --------------- | --------------- | ------------------ | ------------------ | ------------------ | ---------- | ---------- | ---------- | ------ | ------ |
| 2013               | KFUM Oslo          | 2D                 | 3          | 0          | CN              | 0               | 0               | -                  | -                  | -                  | -          | -          | -          | 3      | 0      |
| 2013               | KFUM Oslo 2        | 4D                 | ?          | ?          | -               | -               | -               | -                  | -                  | -                  | -          | -          | -          | ?      | ?      |
| 2014               | KFUM Oslo 2        | 4D                 | ?          | ?          | -               | -               | -               | -                  | -                  | -                  | -          | -          | -          | ?      | ?      |
| 2015               | KFUM Oslo 2        | 4D                 | 16         | 5          | -               | -               | -               | -                  | -                  | -                  | -          | -          | -          | 16     | 5      |
| 2016               | KFUM Oslo 2        | 4D                 | 10         | 5          | -               | -               | -               | -                  | -                  | -                  | -          | -          | -          | 10     | 5      |
| 2017               | KFUM Oslo 2        | 4D                 | 20         | 4          | -               | -               | -               | -                  | -                  | -                  | -          | -          | -          | 20     | 4      |
| Totale KFUM Oslo 2 | Totale KFUM Oslo 2 | Totale KFUM Oslo 2 | 46+        | 14+        |                 | -               | -               |                    | -                  | -                  |            | -          | -          | 46+    | 14+    |
| Totale             | Totale             | Totale             | 49+        | 14+        |                 | 0               | 0               |                    | -                  | -                  |            | -          | -          | 49+    | 14+    |